# Jataizinho
Jataizinho là một đô thị thuộc bang Paraná, Brasil. Đô thị này có diện tích 159,18 km², dân số năm 2007 là 11587 người, mật độ 72,8 người/km².